# Bassus nigripes
Bassus nigripes är en stekelart som först beskrevs av Cresson 1865.  Bassus nigripes ingår i släktet Bassus och familjen bracksteklar. Inga underarter finns listade.